# آن ميتشيل
آن ميتشيل (بالإنجليزية: Ann Mitchell)‏ هي ممثلة بريطانية، ولدت في 22 أبريل 1939 في المملكة المتحدة.

## أعمال

### أفلام
- (2007) مانوليت
- (2018) أرامل

## وصلات خارجية
- آن ميتشيل على موقع IMDb (الإنجليزية)
- آن ميتشيل على موقع قاعدة بيانات الفيلم (الإنجليزية)